# Cavernularia
Cavernularia Valenciennes in Milne-Edwards & Haime, 1850 è un genere di ottocoralli pennatulacei della famiglia Veretillidae.

## Tassonomia
Comprende le seguenti specie:
- Cavernularia capitata Williams, 1989
- Cavernularia chuni Kükenthal & Broch, 1911
- Cavernularia clavata Kükenthal & Broch, 1911
- Cavernularia dayi Tixier-Durivault, 1954
- Cavernularia dedeckeri Williams, 1989
- Cavernularia elegans (Herklots, 1858)
- Cavernularia glans Kölliker, 1872
- Cavernularia habereri Moroff, 1902
- Cavernularia kuekenthali López-González, Gili & Williams, 2000
- Cavernularia luetkenii Kölliker, 1872
- Cavernularia malabarica Fowler, 1894
- Cavernularia mirifica Tixier-Durivault, 1963
- Cavernularia obesa Valenciennes in Milne Edwards & Haime, 1850
- Cavernularia pusilla (Philippi, 1835)
- Cavernularia subtilis Tixier-Durivault & Lafargue, 1968
- Cavernularia vansyoci Williams, 2005